# Права ЛГБТ в Білорусі

Символіка ЛГБТ

Білорусь стала третьою республікою колишнього СРСР, яка скасувала кримінальне покарання за гомосексуальність. Гомосексуальні відносини в Білорусі легальні з 1994 року. Згідно зі статтею 32 Конституції та статтями 1 і 12 Кодексу про шлюб та сім'ю, шлюб укладається між чоловіком та жінкою. В Білорусі нема спеціального антидискримінаційного законодавства, яке забороняло б дискримінацію за ознакою сексуальної орієнтації.
У Білорусі, як і в інших пострадянських країнах, представники ЛГБТ стикаються з високим рівнем негативних стереотипів і соціальних помислів. Негативний настрой у відношенні до представників ЛГБТ-суспільства підтримується на найвищому рівні, в тому числі й президентом країни Олександром Лукашенком.

## Історія прав ЛГБТ в Білорусії
В часи Радянського Союзу Білорусь використовувала закони, які були спільними для всіх радянських республік. В СРСР гомосексуальність вважалася незаконною. Сексуальні стосунки між жінками вважалися психічним захворюванням і лесбійок могли відправити в психіатричні заклади на примусове лікування. В той час як сексуальні стосунки між чоловіками завжди були під кримінальною відповідальністю. Таких слів, як гомосексуальність або геї, не було в радянських кодексах, а в юридичній системі використовували термін мужолозтво.
За статтею 119-1 радянського Кримінального кодексу Республіки Білорусь було встановлено, що гомосексуальні чоловіки, які мали добровільні сексуальні контакти, мають бути засуджені до позбавлення волі терміном до п'яти років. В 1989 році близько 50 громадян Білорусі були звільнені з роботи через їхню сексуальну орієнтацію. В КДБ був створений Спеціальний відділ для боротьби з гомосексуалами.
Спецслужби використовували шантаж і вербували агентів із представників гей-суспільства. Таким чином, унеможливлювалася поява будь-яких 
або друкованих видань, які працювали спеціально для сексуальних меншин.
У 1992 році журнал під назвою «Sex-AntiAids-Plus» був виданий за допомогою неурядової організації «Stop-Aids-Belarus» (SAB). Другий номер цього видання заарештували та завели кримінальну справу проти журналу. Газета містила оголошення для геїв і лесбійок, тому слідство вирішило, що оголошення про знайомства є звідництвом. В 1994 році справу проти газети було припинено. Однак, її засновник і головний редактор Руслан Геніюш, боячись переслідувань за сексуальними мотивами, призупинив свою видавничу діяльність.
1992 року був зареєстрований і розпочав свою видавничу діяльність журнал «Randez-Vous». Він був в основному про особисті відносини, таким чином, в ньому містилися статті, написані психологами, сексологами, а також листи та анонси в спеціальній колонці «Голубий салон». В 1994 році журнал перестав існувати.

## Чинні закони

### Конституція
У Конституції 1994 року оголошено, що один з її основних принципів — рівність всіх громадян.
У статті 22 говориться:
 «Всі рівні перед законом і мають право на рівноправний захист своїх прав і законних інтересів без будь-якої дискримінації».
Таким чином, Конституція не містить переліку можливих підстав для дискримінації, посилаючись тільки на загальне правило рівності перед законом. Але водночас, вона не містить і прямої заборони дискримінації.
Конституція не містить згадок про сексуальну орієнтацію і гендерну ідентичність, проте, має розділ який може слугувати підставою для непрямої дискримінації за ознакою сексуальної орієнтації.
Згідно зі статтею 32 Конституції Білорусі:
Жінка і чоловік, після досягнення шлюбного віку, мають право на добровільній основі вступити в шлюб і створити сім'ю.
При цьому, в тексті Конституції відсутня пряма заборона на шлюб чоловіка з чоловіком або жінки з жінкою.

### Кодекс про шлюб та сім'ю
Згідно зі статтями 1 і 12 Кодексу про шлюб та сім'ю:
 «Шлюб є конкретним громадянсько-правовим договором, вкладеним в державному закладі і доступний для двох людей протилежної статі. Ця остання вимога робить шлюб недоступним для гомосексуальних пар».

### Трудовий кодекс
Трудовий кодекс (стаття 14) забороняє дискримінацію у сфері трудових відносин. Проте, сексуальна орієнтація залишається поза списком соціальних характеристик, на основі яких дискримінація заборонена законом. Іншими словами, жертви дискримінації на основі сексуальної орієнтації не мають права на захист.

### Кримінальний кодекс
Гомосексуальний секс декриміналізований у 1994 році. Злочином вважаються тільки ті гомосексуальні акти, які відбуваються без загальної згоди.
Злочини щодо гомосексуальності розглядаються в Частині 20 (розділ VII) Кримінального кодексу, яка присвячена злочинам проти статевої недоторканності або статевої свободи.
Стаття 167 («Насильні дії сексуального характеру») передбачає, що:
1. Мужолозтво, лесбійство або інші дії сексуального характеру, здійснені проти волі потерпілого/потерпілої із застосуванням насильства або із загрозою його використання чи використання безпорадного стану потерпілого/потерпілої, караються обмеженням волі терміном від трьох до семи років.
2. Ті ж дії, здійснені повторно, або особою, що раніше здійснила зґвалтування, або групою осіб, а також по відношенню свідомо неповнолітніх, караються позбавленням волі на термін від п'яти до тринадцяти років.
3. Дії, передбачені частиною першою або другою даної статті, здійсненні відносно свідомо малолітньої особи, або які спричинили за необачності смерть потерпілого/потерпілої чи нанесення тяжких тілесних ушкоджень або зараження ВІЛ-інфекцією, або інших тяжких наслідків, караються позбавленням волі на термін від восьми до п'ятнадцяти років.

Стаття 168 («Статеві зносини та інші дії сексуального характеру з особою, яка не досягла шістнадцятирічного віку») передбачає, що статеві зносини, мужолозтво, лесбійство або інші дії сексуального характеру, здійснені особою, яка досягла вісімнадцятирічного віку, з особою, яка свідомо не досягнула шістнадцятирічного віку за відсутності ознак злочину, передбачених статтями 166 («Зґвалтування») та 167 даного Кодексу, караються позбавлення волі на термін від двох до п'яти років.
Стаття 170 («Примус до дій сексуального характеру») говорить, що:
1. Примус осіб до статевих зносин, мужолозтва, лесбійства або здійснення інших дій сексуального характеру шляхом шантажу, загрози знищення, пошкодження чи вилучення майна або з використанням службової, матеріальної чи іншої залежності потерпілого (потерпілої) карається обмеженням волі на термін до трьох років або позбавленням волі на той же термін.
2. Ті ж дії, здійсненні у відношенні свідомо неповнолітніх, караються позбавленням волі на термін від трьох до шести років.

Жодні конкретні статеві акти, такі як оральні або анальні проникнення, не згадуються; і не має значення, є поведінка гомосексуальною чи гетеросексуальною. Закон вносить важливу символічну данину принципу рівності чоловіків і жінок в тому, що, за винятком зґвалтування, жертвою якого може бути тільки жінка, всі інші злочинні дії сексуального характеру, такі як насильство або примус, можуть бути направлені проти осіб обох статей.
Вік згоди на участь в статевих актах є одним для гомосексуалів і гетеросексуалів: 16 років.
У квітні 2024 року Міністерство культури Республіки Білорусь розширило визначення порнографії, включивши в нього «нетрадиційні сексуальні стосунки», які, згідно з новим визначенням, включають гомосексуальність, бісексуальність і транссексуальність. У Білорусі виробництво, розповсюдження або зберігання з метою розповсюдження або реклами порнографічних матеріалів караються тюремним терміном.

## Психологічна допомога
Високий відсоток самогубств спостерігається серед геїв, лесбійок, бісексуалів та транссексуалів. Кваліфікована психологічна допомога не є загальнодоступною. В Мінську два університети — БДУ і БДПУ — мають повний курс психології у своїй навчальній програмі, проте вони не розв'язують проблеми сексуальних меншин.